# Walibi Holland
Koordinaten: 52° 26′ 23″ N, 5° 45′ 45″ O

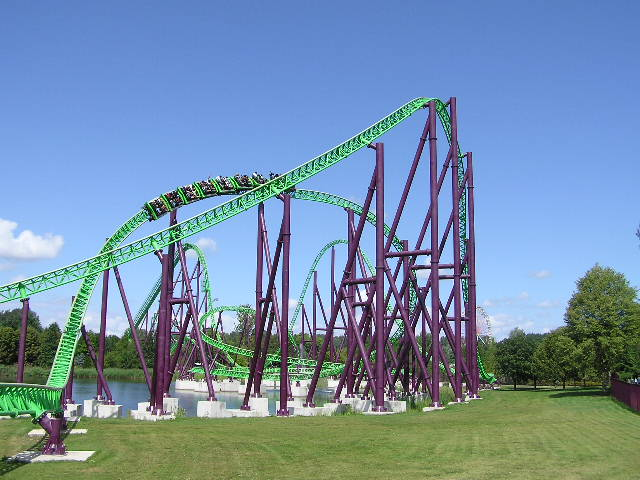
Eine der Hauptattraktionen: Goliath

Walibi Holland ist ein Freizeitpark rund fünf Kilometer südöstlich von Biddinghuizen (Gemeinde Dronten, Niederlande). Ihn besuchen jährlich rund 940.000 Menschen.

## Entwicklung
Der ursprüngliche Name des Freizeitparks war Flevohof (1971–1991), wobei sich das Flevo auf die Provinz Flevoland, in der auch der Park liegt, bezieht.
Mit dem Kauf durch die Walibi-Gruppe (1994) wurde der Park in Walibi Flevo umbenannt und 2000 unter dem neuen Besitzer Six Flags zum ersten europäischen Six-Flags-Park Six Flags Holland umgebaut und zum selbst ernannten Rollercoasters Capital of Europe („Achterbahnhauptstadt Europas“) erweitert. Nach dem Verkauf von Six Flags Europe wurde der Park 2005 vom neuen Eigentümer StarParks in Walibi World umbenannt und ein weiteres Mal umgebaut. 2006 wurde der Park schließlich an Grévin & Cie verkauft, die den Park seit 2007 betreiben. Seit 2011 wird der Park unter dem Namen Walibi Holland geführt.
Im Jahr 2002 wurde ein virtueller Nachbau des Parks im Computerspiel RollerCoaster Tycoon 2 verwendet.

## Attraktionen

### Achterbahnen
Goliath, eine der Hauptattraktionen, befindet sich mit 46,8 m Höhe auf Platz 27 der höchsten Achterbahnen Europas (Stand 2025). 2019 wurde anstelle von Robin Hood die neue Hybridachterbahn Untamed eröffnet.
| Name                | Höhe (in m) | Länge (in m) | Geschwindigkeit (max. in km/h) | Typ                                  | Hersteller                  | Eröffnungsjahr |
| ------------------- | ----------- | ------------ | ------------------------------ | ------------------------------------ | --------------------------- | -------------- |
| Eat My Dust         | 12          | 200          | 40                             | Stahlachterbahn (Familienachterbahn) | Zamperla                    | 2023           |
| Condor              | 31          | 662          | 80                             | Suspended Looping Coaster            | Vekoma                      | 1994           |
| Drako               | 6           | 199          | 34                             | Stahlachterbahn (Familienachterbahn) | Zierer Rides                | 1992           |
| Xpress: Platform 13 | 26          | 996          | 90                             | Launched Coaster                     | Vekoma                      | 2000           |
| Untamed             | 37          | 1085         | 90                             | Hybridachterbahn                     | Rocky Mountain Construction | 2019           |
| Speed of Sound      | 35          | 285          | 76                             | Boomerang                            | Vekoma                      | 2000           |
| Goliath             | 46          | 1214         | 106                            | Stahlachterbahn (Mega Coaster)       | Intamin                     | 2002           |
| Lost Gravity        | 32          | 680          | 87                             | Stahlachterbahn (Big Dipper)         | Mack Rides                  | 2016           |
| YoY                 | 29          | 655          | 82 (grün) / 80 (blau)          | Raptor Track (Single-Rail-Coaster)   | Rocky Mountain Construction | 2025           |

### Thrill Rides
| Name       | Typ           | Hersteller            | Eröffnungsjahr |
| ---------- | ------------- | --------------------- | -------------- |
| Excalibur  | Top Spin      | Huss Park Attractions | 2000           |
| G-Force    | Enterprise    | Huss Park Attractions | 1998           |
| Space Shot | Vertikalfahrt | S&S Worldwide         | 1998           |
| Tomahawk   | Frisbee       | SBF Visa              | 2000           |

### Wasserbahnen
| Name          | Typ            | Hersteller         | Eröffnungsjahr |
| ------------- | -------------- | ------------------ | -------------- |
| Crazy River   | Wildwasserbahn | Mack Rides         | 1994           |
| El Rio Grande | Rapid River    | Vekoma             | 1994           |
| Splash Battle | Splash Battle  | Preston & Barbieri | 2005           |

### Weitere Attraktionen
| Name                     | Typ                    | Hersteller            | Eröffnungsjahr |
| ------------------------ | ---------------------- | --------------------- | -------------- |
| Club Psyke 5D Experience | 4D-Kino                |                       | 2012           |
| Race Way Go-Karting      | Kartbahn               |                       | 2000           |
| La Grande Roue           | Riesenrad              | Vekoma                | 2000           |
| Le Tour Des Jardins      | Oldtimerfahrt          | Chance Rides          | 2000           |
| Los Sombreros            | Polyp                  | Soriani & Moser       | 1994           |
| Merlin’s Magic Castle    | Mad House              | Vekoma                | 2000           |
| Merrie Go'round          | Karussell              | SBF Visa              | 1994           |
| Pavillon de Thé          | Kaffeetassenkarussell  | Chance Rides          | 2000           |
| Spinning Vibe            | Magic                  | Huss Park Attractions | 2000           |
| Super Swing              | Kettenkarussell        | Zierer Rides          | 1992           |
| Tequilla’s Taxi’s        | Autoscooter            | SBF Visa              | 2000           |
| Walibi Express           | Miniatureisenbahn      | Chance Rides          | 1994           |
| Skydiver                 | Bungee-Schaukel-Anlage | Funtime               | 2002           |

### Ehemalige Attraktionen
| Name                     | Typ                              | Hersteller  | Eröffnungsjahr | Schließungsjahr | Bemerkung                                                             |
| ------------------------ | -------------------------------- | ----------- | -------------- | --------------- | --------------------------------------------------------------------- |
| Aztek                    | Rainbow                          | Huss Rides  | 2000           | 2008            |                                                                       |
| City Jet                 | Stahlachterbahn ohne Inversionen | Schwarzkopf | <= 1975        | >= 1976         | Eigentümer war der Schausteller Müller-Brüne.                         |
| El Toro                  | Breakdance                       | Huss Rides  | 2000           | 2005            | seit 2006 im Bellewaerde Park zu finden                               |
| Flying Dutchman Goldmine | Wilde Maus                       | Mack Rides  | 2000           | 2010            | steht jetzt als Tiger Express im französischen Park La Mer de Sable   |
| Hudson Bay               | Schiffschaukel                   | Fabbri      | 1994           | 2015            | Platzbedarf für Lost Gravity                                          |
| Sherwood’s Revenge       | Tri Star                         | Huss Rides  | 1994           | 2006            | seit 2007 im französischen Freizeitpark La Mer de Sable zu finden     |
| Waikiki Wave             | Waikiki                          | Vekoma      | 1995           | 1999            |                                                                       |
| Robin Hood               | Holzachterbahn                   | Vekoma      | 2000           | 2018            | Wurde 2018 zugunsten des neuen Hybridcoasters außer Betrieb genommen. |